# Pabellón de Voleibol de Mersin
El Pabellón de voleibol de Mersin (en turco: Mersin Voleybol Salonu) es un pabellón deportivo cubierto para eventos de voleibol en el distrito de Yenişehir en Mersin, Turquía. El lugar fue construido para los Juegos del Mediterráneo de 2013 en unos 248 días de trabajo. Cuenta con una superficie cubierta de 5.000 m² (54.000 pies cuadrados). La capacidad de plazas de la sala de deportes alcanza los 1000 espectadores. Fue puesta en servicio el 10 de junio de 2013 durante dos partidos jugados entre los equipos de voleibol masculino y femenino locales.